# Josef Šebela
Josef Šebela (29. února 1884 Ruprechtov – 9. března 1959 Báč u Šamorína) byl římskokatolický kněz, člen Společnosti Božího Slova, misionář, vydavatel, vězeň nacistického koncentračního tábora a perzekvovaný komunistickým režimem.

## Život

### Mládí
Narodil se do rodiny domkáře Aloise Šebely a Františky rozené Adlerové. Studoval na německém gymnáziu v Kroměříži, stejně jako jeho starší bratr Alois Šebela. Na kněze byl vysvěcen v roce 1907. Po vysvěcení působil jako kaplan v Třebařově a také v Litovli, poté byl kooperátorem, farářem v Bohuňovicích a v roce 1929 v Kunovicích v roce 1930 a 1931. V březnu 1932 odjel z Nitry do Mödlingu a vstoupil do řádu Společnosti Božího Slova. Po skončení první světové války a vytvoření
Československé republiky se počítalo s působením verbistů v Čechách, ale došlo k němu až po 21 letech.

### Farní pastorace v Bratronicích
Začátkem července 1939 odcestoval P. Josef Šebela SVD z Nitry do Prahy, kde čekal na rozhodnutí arcidiecézního úřadu o ustanovení za farního administrátora a následné převzetí správy kostela a fary
v Bratronicích u Kladna. Po udělení administrace a převzetí fary se P. Šebela nastěhoval do Bratronic, které tehdy patřily do Protektorátu Čechy a Morava. Po několika měsících oprav byla tamní fara zmodernizovaná, byl zaveden vodovod a elektřina.
Při organizaci oprav pomáhal P. Jozef Kotek, který přišel se Šebelou z Nitry. Prvními obyvateli domu byli P. Šebela a dva řeholníci, Jozef Lizák SVD a Irenej Pospěch SVD. Řeholníci vykonávali farní pastoraci a věnovali se především mládeži. Do správy dostali i časopis Říše Boží, kterým upozorňovali na potřebu misií ve světě. V letech 1942 a 1943 vydal Josef Šebela v Bratronicích kalendář Náš misionář. Velkou pomocí bylo i přijetí, kterého se verbistům dostalo v děkanátu. Až do konce měsíce srpna 1943 probíhala v Bratronicích klasická farní pastorace.

### Zatčení gestapem
Dne 31. srpna 1943 byl P. Josef Šebela gestapem zatčen, podle nacistů byli verbisté nebezpeční Říši. Byl vyslýchán  a mučen v německém policejním vězení na Pankráci, Později byl převezen do terezínského vězení Malé pevnosti. Z cely č.18 se 4. listopadu 1943 ozval korespondenčním lístkem svému synovci P. Stanislavu Gottwaldovi. Zde byl Josef Šebela do poloviny února 1944. Z Terezína byl transportován do koncentračního tábora v Dachau. S velkým štěstím tam přežil a dočkal se vysvobození. Do Bratronic se vrátil v květnu 1945. Po válce se dozvěděl, že jako důvod jeho zatčení byl uveden pokus o přenesení financí z Protektorátu do Misijního domu v Mödlingu.

### Krátký čas svobody
V polovině června 1945 navštívil Nitru. Při zpáteční cestě se odebral do rodného Ruprechtova, kde ve dnech 24.–27. června 1945 sloužil mše svaté. V srpnu 1945 oficiálně nastoupil do Bratronic, plánoval opětné vydávání kalendáře Náš misionář a časopisu Říše Boží. Ve dnech 13.–15. srpna 1945 byl účastníkem Bohosloveckého sjezdu na Velehradu. V lednu 1946 byl na léčení v sanatoriu Buda u Zásmuk. V roce 1946 přišli jako pomoc na faru do Bratronic P. Aloiz Lazecký SVD, P. Rudolf Michalík SVD a  P. František Proft SVD. V roce 1947 se podařilo vydat kalendář Náš misionář a omezené množství časopisu Říše Boží. V září 1947 verbisté odešli z Bratronic do Chrudimi a krátce potom do Dolních Životic u Opavy. Tam již vedl misijní dům P. Alois Lazecký. Dne 10. srpna 1949 navštívil P. J. Šebela prof. ThDr. Josefa Hloucha, který chtěl, aby se verbisté usadili v Augustianském klášteře v Domažlicích.

### Konec svobody
V době, kdy začala v Československu likvidace klášterů, nebyla v noci z 13. na 14. dubna 1950 komunita verbistů pohromadě. P. Aloiz Lazecký cestoval do Rožňavy na Slovensko, na setkání s titulárním biskupem Mons. ThDr. Róbertem Pobožným, kterému chtěl odevzdat zprávu pro místní slovenské biskupy, aby nepodepisovali žádný druh spolupráce s lidmi zastupujícími komunistický režim. Také měl informovat o situaci v Čechách. 14. dubna 1950, když se vracel zpět do Dolních Životic, byl zatčen a transportován do soustřeďovacího tábora v Jasově. Když se nevrátil do komunity v Dolních Životicích, vydal se P. Šebela po jeho stopách. Jelikož jej nenašel, zdržel se v Misijním domě ve Vidiné. Tam byl se zbytkem komunity zajištěn v noci ze 3. na 4. května 1950; poté byl převezen do Belušských Slatin a 16. července 1950 spolu s dalšími knězi převezen do koncentračního tábora do Podolínce. Tento řeholnický tábor nebyl jako nacistické koncentráky, krev tam sice netekla, ale krev utrpení a úzkosti ano. Podrobně život v Podolínci zaznamenal provinciál saleziánů kněz Ernst Macák SDB. V táboře se personál neustále měnil, hlavně vedení. Po přísném režimu nastal později režim až nápadně volný. Byly povoleny vycházky, začaly se povolovat návštěvy a tak dále. Toto bylo mnohem nebezpečnější než ta první disciplína. Potom začala takzvaná školení, každý den byly hloupé desetiminutovky. Kulturním zmocněncem nějaký Gebouer, který se stále pokoušel přesvědčovat, že vlastně hledáme stejné dobro, abychom si vzájemně důvěřovali. A na jednom takovém školení vystoupil P. Josef Šebela, který přibližně řekl:
| „                                                                            | Víte, já jsem už starý člověk. Dva roky jsem byl v koncentráku v Dachau, dvakrát jsem byl na pochodu smrti. A byli jsme na jedné lodi v tom koncentráku, byli tam i komunisté i my. Řeknu vám, vzájemně jsme si pomáhali. Byl tam mezi těmi velkými straníky i nynější ministr bezpečnosti Kopřiva. A já jsem něco dostal přes Červený kříž, tak jsem mu daroval košili a i jiné věci, dokonce jsme je i kryli, když měli nějaké stranické porady. A na konci pobytu v Dachau řekl pan Kopřiva: „My vás stejně jednou postřílíme.“ | “ |
| — P. Josef Šebela na školení v řeholnickém táboru, vzpomínka Andreje Dermeka | |   |

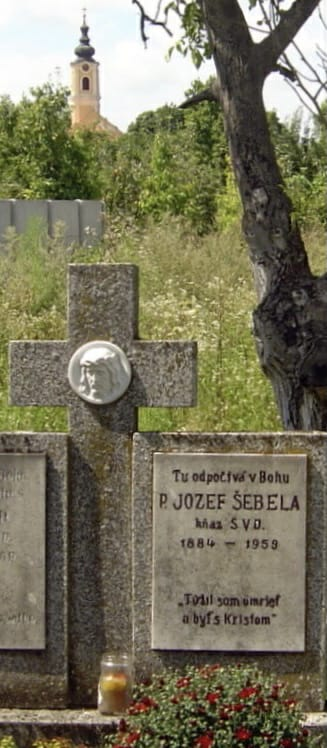
Hrob Josefa Šebely v Báči u Šamorína

Po tomto výroku následoval potlesk a další školení se nekonala.
Počátkem prosince 1951 P. Šebela v Podolínci onemocněl na chřipku. Byl přemístěn s několika staršími knězi do Sládečkovců u Nitry a od 18. srpna 1952 byl přeložen do Báče u Šamorína, kde otevřeli charitní dům pro přestárlé řeholníky laiky a přestěhovali tam v té době 26 kněží. V Báči se věnoval duchovní činnosti, když veřejná zcela odpadla, a 9. března 1959 zde ve věku 75 let zemřel, pochován byl tamtéž.